# Richard Brabec
Richard Brabec (ur. 5 lipca 1966 w Kladnie) – czeski polityk, menedżer i samorządowiec, parlamentarzysta krajowy, od 2014 do 2021 minister środowiska, w latach 2017–2019 również wicepremier.

## Życiorys
Absolwent Uniwersytetu Karola w Pradze. Od lat 90. obejmował kierownicze stanowiska w zarządach i radach nadzorczych różnych przedsiębiorstw, był m.in. dyrektorem finansowym w Unipetrolu i Spolanie, a w latach 2005–2011 dyrektorem generalnym Lovochemie kontrolowanej przez Andreja Babiša.
W 1990 wstąpił do Forum Obywatelskiego. Do 1998 zasiadał w radzie miejskiej w Kladna. W latach 1991–1997 należał do Obywatelskiej Partii Demokratycznej. Działał później w Unii Wolności, z jej ramienia w 2000 uzyskał mandat posła do sejmiku kraju środkowoczeskiego, który wykonywał do 2004.
W 2012 ponownie zaangażował się w działalność polityczną, dołączając do ruchu społecznego i następnie partii ANO 2011. Z listy tego ugrupowania w 2013 został wybrany na deputowanego do Izby Poselskiej. 29 stycznia 2014 objął stanowisko ministra środowiska w koalicyjnym rządzie Bohuslava Sobotki. 24 maja 2017 został dodatkowo pierwszym wicepremierem. W wyborach w tym samym roku uzyskał reelekcję do niższej izby czeskiego parlamentu.
13 grudnia 2017 mianowany wicepremierem oraz ministrem środowiska w nowo utworzonym rządzie Andreja Babiša. Pozostał na obu tych stanowiskach w powołanym 27 czerwca 2018 drugim gabinecie dotychczasowego premiera. 30 kwietnia 2019 zakończył pełnienie funkcji wicepremiera.
W 2021 kolejny raz wybrany do Izby Poselskiej. Urząd ministra środowiska sprawował do grudnia tegoż roku. W 2024 uzyskał mandat radnego kraju usteckiego. W listopadzie tegoż roku objął urząd hetmana tego kraju.

## Odznaczenia
W 2016 odznaczony Krzyżem Komandorskim z Gwiazdą Orderu Zasługi Rzeczypospolitej Polskiej.